# Horodîșce, Derajnea
Horodîșce (în ucraineană Городище) este o comună în raionul Derajnea, regiunea Hmelnîțkîi, Ucraina, formată numai din satul de reședință.

## Demografie
Componența lingvistică a comunei Horodîșce
     Ucraineană (99,14%)
     Alte limbi (0,86%)
Conform recensământului din 2001, majoritatea populației comunei Horodîșce era vorbitoare de ucraineană (99,14%), existând în minoritate și vorbitori de alte limbi.